# さいたま市立大久保中学校
さいたま市立大久保中学校（さいたましりつ おおくぼちゅうがっこう）は、埼玉県さいたま市桜区にある公立中学校。

## 沿革
- 1947年 - 大久保村立大久保中学校設立
- 1955年 - 大久保村の浦和市への合併に伴い、浦和市立大久保中学校と改称
- 1957年 - 校歌制定
- 1975年 - 新校舎落成を記念して開校記念日を変更
- 1996年 - 50周年を記念してケヤキが植樹され、記念碑も建立された。
- 2001年 - 浦和市、与野市、大宮市が合併、さいたま市設置に伴い、さいたま市立大久保中学校と改称

## 交通
- 北浦和駅からバスで北高前バス停から徒歩1分または大久保バス停から徒歩5分

近隣の施設
- 埼玉県立浦和北高等学校
- さいたま市立大久保小学校
- さいたま市立大久保東小学校
- 埼玉大学
- 荒川 - 校歌の2番の歌詞にも登場する

## 著名な出身者
- 大橋祐二（陸上競技選手）
- 浅利悟（元サッカー選手）
- 野瀬英豪（柔道選手）